# Заяц-песчаник
Заяц-песчаник (лат. Lepus tibetanus) — вид рода Lepus из отряда зайцеобразных.

## Проблемы таксономии
Заяц-песчаник сходен и, по-видимому, систематически близок к толаю. Впервые эти виды были разделены ещё С. И. Огнёвым в 1940 году. Позднее А. Г. Банников, который также рассматривал песчаника и толая как отдельные виды, показал, что их ареалы соприкасаются в южной Монголии: песчаник населяет преимущественно пустыню Гоби в западной и центральной части страны, а толай степи и полупустыни Монголии. Такой же точки зрения придерживались и В. Е. Соколов и В. Н. Орлов, исследовавшие млекопитающих Монголии десятилетиями позже. Таким образом, с точки зрения С. И. Огнёва и его последователей ареал толая (Lepus tolai Pallas 1811) охватывает северную Монголию и заходит в Чуйскую степь, Туву, Бурятию и Забайкальский край на территорию России, зайцы, населяющие пустыню Гоби в Монголии, Южный Казахстан, Узбекистан, Туркменистан, Кыргызстан, Таджикистан с точки зрения отечественных зоологов относятся к виду Lepus tibetanus.

## Распространение
Ареал: Афганистан, Китай (провинции Ганьсу, Внутренняя Монголия, Синьцзян), Монголия, Пакистан. L. tibetanus встречается на высотах до 3500—4000 м. Живёт на пастбищах или в кустарниковых зарослях в области пустынь, полупустынь и степей.

## Поведение
Этот вид в основном сумеречный, но может наблюдаться в течение дня. Ест травянистые растения, семена, ягоды, корни и ветви.
Рождается от трех до 10 детенышей. Бывает от 1 до 3 выводков в год.

## Морфологические признаки
Длина головы и тела 40—48 см, длина хвоста от 5,0 до 7,5 см, вес 1625—2500 гр, длина ступни — 109—135 мм, уши — 81—110 мм. Тело стройное с относительно маленькой головой. Мех на спине темно-жёлтый или песчаный с чёрной струйчатостью. Брюшная сторона желтовато-белая. Уши широкие у основания, кончики ушей черно-коричневые.